# Erik Mykland
Erik Mykland (Risør, Norveška, 21. srpnja 1971.) je bivši norveški nogometaš i nacionalni reprezentativac. Tijekom dvadesetogodišnje sportske karijere igrao je u šest različitih zemalja dok je s Norveškom nastupao na dva svjetska (SAD 1994. i Francuska 1998.) i jednom europskom (Nizozemska / Belgija 2000.) prvenstvu.
Mykland je jedan od najpopularnijih nogometaša u domovini iako su se uz njega uvijek vezali skandali dok se svojim boemskim i neobrijanim izgledom te opuštenim načinom života razlikovao od tipičnih nogometaša.

## Karijera

### Igračka karijera
Igrač je karijeru započeo u Bryneu da bi 1989. godine prešao u Start za 60.000 NOK. U klubu je proveo sedam sezona uz jedno kraće razdoblje na posudbi u nizozemskom Utrechtu.
Kao Startov igrač, Mykland je 1990. proglašen najboljim veznim u Norveškoj te je iste godine debitirao za nacionalnu reprezentaciju. Klub je sljedeće godine bio treći u prvenstvu te je ostvario veliku 5:0 pobjedu nad moćnim Rosenborgom. Tada je Mykland zajedno sa sedmoricom klupskih suigrača uvršten u momčad kola.
Godine 1996. igrač odlazi u austrijski FC Linz u kojem je proveo jednu sezonu. Tada je norveški filmski producent Thomas Robsahm snimio dokumentarni film "Myggen" (hrv. komarac) u kojem je Mykland bio glavni filmski protagonist.
Nakon jedne godine u Linzu, igrač potpisuje za Panathinaikos u kojem je igrao do 2000. godine. Poslije toga seli u redove tadašnjeg bundesligaša 1860 Münchena kojeg je napustio u siječnju 2002. godine zbog sukoba s austrijskim trenerom Peterom Pacultom. U tom razdoblju je norveški pisac Håvard Rem napisao knjigu o njemu pod nazivom: "Erik Mykland: oppvekst, livsstil, EM 2000, spillestil".
Tijekom karijere u FC Kopenhagen, Mykland nije igrao mnogo zbog ozljeda a pratila ga je i negativna reputacija nakon što su ga novinari dnevnika Ekstra Bladet našli pijanog u jednom kafiću nekoliko dana prije prvenstvene utakmice.
U lipnju 2004. godine Mykland se zbog ozljeda igrački umirovio. U tom razdoblju je s norveškom reprezentacijom odigrao egzibicijsku utakmicu s argentinskom selekcijom sastavljenom od legendi kao što su Diego Maradona, Claudio Caniggia i Matías Almeyda. Argentina je taj susret dobila s 10:8. Također, Mykland je u rodnom Risøru pomogao u izgradnji nogometne škole.
Dana 9. srpnja 2008. godine Mykland se s 36 godina vraća na nogometne terene u Startovom dresu. Međutim, za igrača se ponovo vežu skandali nakon što je optužen za posjedovanje i konzumaciju kokaina. Također, Erik je optužen i za sudjelovanje u velikoj dilerskoj mreži narkoticima u distriktu Romerike koji se nalazi sjeveroistočno od Osla. Zbog toga se u lipnju 2009. povukao iz nogometa sa svega devet odigranih utakmica za Start.
Kasnije se igrač predomislio te je zaigrao za niželigaša Drammena u kojem je bio veoma kratko.

### Reprezentativna karijera
Mykland je za seniorsku norvešku reprezentaciju debitirao 7. studenog 1990. godine u gostujućoj pobjedi protiv Tunisa. Svoj prvi reprezentativni pogodak je zabio San Marinu u kvalifikacijama za SP u SAD-u 1994. Norveška je taj susret dobila s ogromnih 10:0.
Tijekom Svjetskog prvenstva u Francuskoj, Mykland je uhvaćen s reprezentativnim suigračem Henningom Bergom u pubu. Iako su obojica tada tvrdili da su popili nekoliko piva, Berg je kasnije u svojoj biografiji priznao da su zapravo oboje bili pijani. Tijekom tog prvenstva Norveška je ostvarila povijesnu pobjedu nad Brazilom (2:1) a Erik Mykland je ušao u igru kao zamjena na poluvremenu.
Na Europskom prvenstvu 2000. u Belgiji i Nizozemskoj u susretu protiv SR Jugoslavije, sudac susreta je isključio Mateju Kežmana nakon svega jedne minute provedene na terenu zbog opasnog starta na Myklandu.
Iako je za reprezentaciju zabio svega dva pogotka, Erik je u kvalifikacijskoj utakmici protiv Slovenije za EP-u 2000. godine stvorio akciju u kojoj je zabio Øyvind Leonhardsen. Taj se gol smatra jednim od najboljih norveških golova ikad a sam Mykland je stvorio akciju u kojoj je prešao nekoliko nekoliko protivničkih igrača i kasnije asistirao.

#### Pogoci za reprezentaciju
| #  | Datum           | Mjesto         | Protivnik  | Pogodak | Rezultat | Natjecanje                      |
| -- | --------------- | -------------- | ---------- | ------- | -------- | ------------------------------- |
| 1. | 9. rujna 1992.  | Oslo, Norveška | San Marino | 9 : 0   | 10 : 0   | Kvalifikacije za SP u SAD-u 94' |
| 2. | 9. ožujka 1994. | Cardiff, Wales | Wales      | 0 : 2   | 1 : 3    | Prijateljska utakmica           |

## Vanjske poveznice
- National Football Teams.com
- FIFA.com  Arhivirana inačica izvorne stranice od 10. studenoga 2012. (Wayback Machine)
- 9. march 1994. Wales - Norway 1 : 3